# Die 3 Niemandskinder
Die 3 Niemandskinder è un film muto del 1927 sceneggiato e diretto da Fritz Freisler.

## Produzione
Il film fu prodotto dalla Greenbaum-Film GmbH di Berlino.

## Distribuzione
In Portogallo, distribuito con il titolo Três Órfãos, uscì il 22 luglio 1929.